# Zygophyxia demissus
Zygophyxia demissus là một loài bướm đêm trong họ Geometridae.